# Argimpasa Fluctus
L'Argimpasa Fluctus è una struttura geologica della superficie di Venere.